# ムスチスラフ・ダニーロヴィチ
ムスチスラフ・ダニーロヴィチ（ウクライナ語: Мстислав Данилович、? - 1292年以降）は、ガーリチ公ダニールの子である。ルーツク公（在位：1264年 - 1292年以降）、ヴォルィーニ公（在位：1288年 - 1292年以降）。

## 生涯
1273年、ヤトヴャグ族と対立したヴォルィーニ公ウラジーミルへの、ポーランド公ボレスワフ5世の派遣した援軍を、兄のガーリチ公レフと共に率いた。
1274年もしくは1275年の冬、ガーリチ公国、ヴォルィーニ公国とジョチ・ウルスの連合軍が、リトアニア大公国への遠征を行った際には、ムスチスラフはポレシエで軍事行動を行った。1277年もしくは1278年の遠征では、ルーツク公国、ガーリチ公国軍の一部を率いたが、ヴォルコヴィスクにおいて敗北した。
1280年、ガーリチ公レフの主導による、ジョチ・ウルスのノガイと合同での、サンドミエシュへの遠征(ru)が行われた。ルーシの年代記においては、ヴォルィーニ公とその軍勢も、この遠征への従軍を課されたことになっている。この遠征はクラクフへ進軍しようとするガーリチ軍がゴジリツェ（Goźlice(ru)）で破れ、ルーシ、ジョチ・ウルス連合の敗北に終わった。
その後ムスチスラフは、1285年のガーリチ公国とジョチ・ウルスの連合軍（ジョチ・ウルスの指揮官はノガイとトゥラ・ブカ）によるハンガリー遠征、1286年のトゥラ・ブカによるサンドミエシュ遠征、1287年のトゥラ・ブカ、アルグによるポーランドに参加している。
1288年、ヴォルィーニ公ウラジーミルの死により、ウラジーミル＝ヴォルィンスキーとベレスチエを相続した。しかしガーリチ公レフはこの相続に不満を持っており、しばらく後にレフの子のユーリーがベレスチエを接収した。
1289年、ムスチスラフはリトアニア大公ブティゲイディスからヴォルコヴィスクを受領し、マゾフシェ公コンラト2世(ru)のサンドミエシュ占領を支援した。
ムスチスラフは相続人を残さずして死去し（唯一の息子のダニールはムスチスラフより先に死亡した。）、ヴォルィーニはレフの手中に、ルーツク公位はレフの子のユーリーの元に渡った。

## 家族
妻はポロヴェツ族のハン・テイガクの娘（1253年結婚）。息子のダニールについては、1280年にポーランドへの遠征を行ったという記録がある。